# プチ電車シリーズ

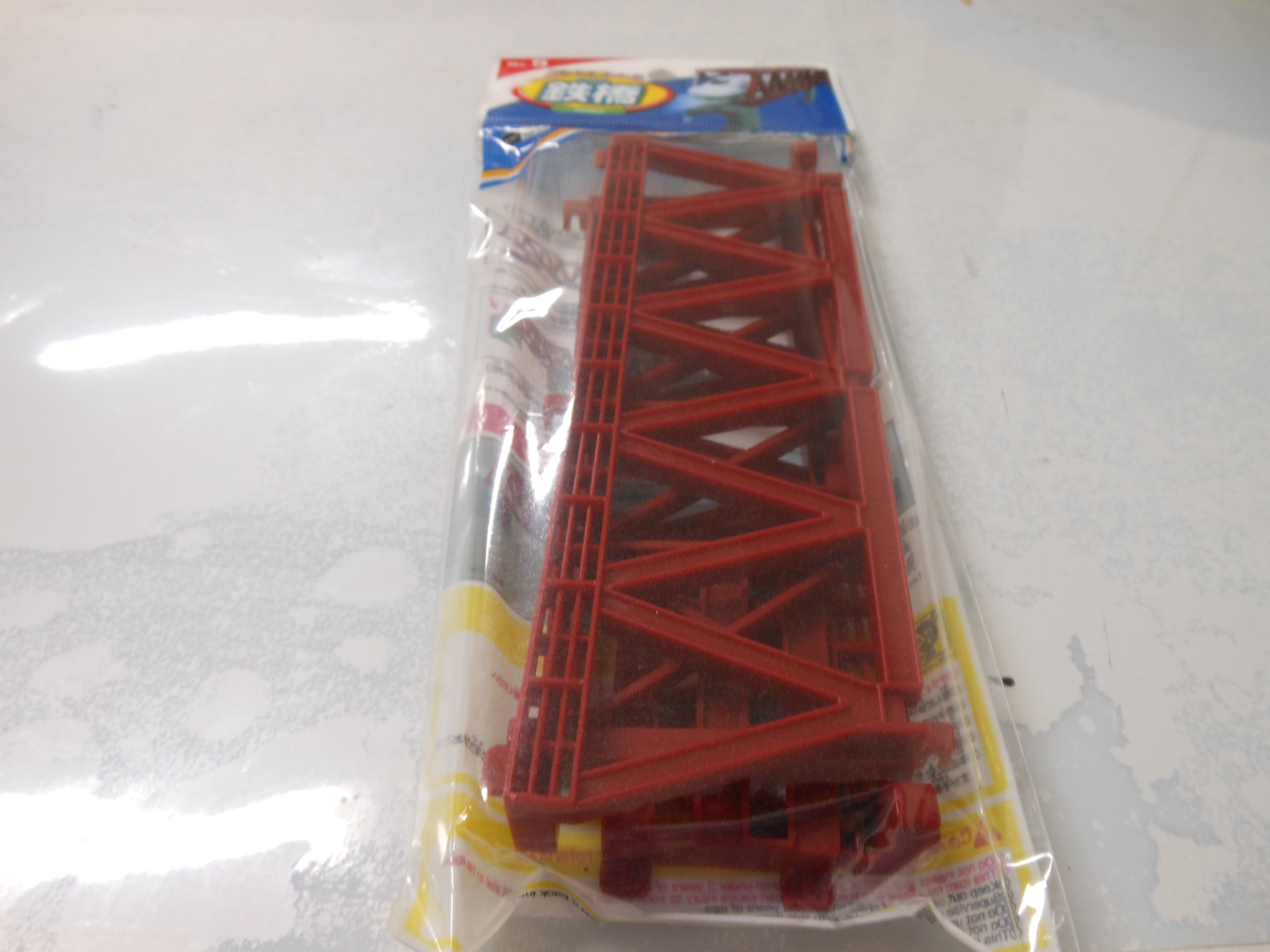
プチ電車シリーズの鉄橋。

プチ電車は、レックが製造し、大創産業で販売している廉価の鉄道玩具である。ここでは、LEC USAの「USA Train Series」、旧製品の「スーパーエクスプレス」、トイザらスのファストレーンブランド「つないでかんたん!」シリーズについても記載する。

## 概要
「灰色のプラスチック製のレールの上を、単3乾電池1本で走る3両編成の列車」が製品の基本構成である。
旧製品の「スーパーエクスプレス」は、完全オリジナルの「フリーデザイン」であったが全廃され、後継品である「プチ電車」は、各鉄道会社から商品化許諾を得て実車を製品化している。
列車は先頭車、駆動車、後尾車の3両編成となっており、駆動車には単3電池1本で動作するモーターと、モーターをON/OFFするスイッチが付いている。
「プチ電車」は、細部にもこだわっており、座席の種類（ロングシートとクロスシート）を作り分けているほか、運転台や運転席も設けられている。また、車輪は実車に近い8輪（4軸）を採用している。発売当初は、座席やベンチの凹に乗客や乗務員の人形の凸を挿し込むことで、乗せ替え遊びができたが、ほどなくして人形の販売が終了した。
1両ずつ車両を販売しているのはダイソーのみであるが、後述のLEC USAもダイソー同様に線路や情景部品を単品販売している。
3両編成の列車と小判形のレールパターンをセットにしたものは、トイザらスから「つないでかんたん!」シリーズとして販売されていた。
LEC USAは「USA Train Series」としてアメリカの車両を製品化しており、列車とレール、情景部品の入ったスターターセットや拡張セットを販売している。また、3・4両編成の列車のみのセットも販売されている。なお、茶色のレールやアメリカ仕様の情景部品は日本では販売されていない。

## 沿革
- 2005年頃 - 旧製品の「スーパーエクスプレス」発売。
- 2011年頃 - 旧製品の「スーパーエクスプレス」販売終了。
- 2012年度 - 新商品として鉄道玩具のプチ電車シリーズを発売開始。「プチ電車シリーズ」第1弾発売。
- 2013年度 -「プチ電車シリーズ」第2弾発売。
- 2014年11月 - トイザらスから「つないでかんたん!」シリーズが発売[4]。
- 2015年8月16日 - LEC USAが5種類の「スターターセット」を発売[5]。
- 2016年頃 - トイザらスの「つないでかんたん!」シリーズ販売終了
- 2016年1月 -「プチ電車シリーズ」第3弾発売。
- 2016年5月16日 - LEC USAが2種類の「アクセサリー拡張セット」を発売。
- 2016年6月15日 - LEC USAが32種類の「情景部品」を発売。
- 2016年10月18日 - LEC USAが「クリスマスエクスプレス」発売。
- 2018年頃 - LEC USAが3・4両編成の列車セットと「新幹線 N700Aスターターセット」を発売。
- 2019年2月 - 姉妹品の「プチタウン」ミニカーシリーズ発売[6]。

## 現行品「プチ電車シリーズ」

### 車両
C11蒸気機関車
- E001 1 JR北海道編 - C11蒸気機関車 (1) - C11 171
- E001 2 JR北海道編 - C11蒸気機関車 (2) - スハフ42 2261
- E001 3 JR北海道編 - C11蒸気機関車 (3) - スハフ42 2071

ブルートレイン 富士・はやぶさ
- E001 4 JR西日本編 - ブルートレイン　富士・はやぶさ（牽引車）(1) - EF66 42
- E001 5 JR九州編 - ブルートレイン　富士・はやぶさ（14系客車）(2)
- E001 6 JR九州編 - ブルートレイン　富士・はやぶさ（14系客車）(3)

E231系500番台 山手線
- E001 7 JR東日本編 - E231系500番台 山手線 (1)
- E001 8 JR東日本編 - E231系500番台 山手線 (2)
- E001 9 JR東日本編 - E231系500番台 山手線 (3)

885系 かもめ
- E001 10 JR九州編 - 885系 かもめ (1)
- E001 11 JR九州編 - 885系 かもめ (2)
- E001 12 JR九州編 - 885系 かもめ (3)

681系 サンダーバード
- E001 13 JR西日本編 - 681系 サンダーバード (1)
- E001 14 JR西日本編 - 681系 サンダーバード (2)
- E001 15 JR西日本編 - 681系 サンダーバード (3)

サンライズ・エクスプレス
- E001 16 JR東海編/JR西日本編 - サンライズ・エクスプレス (1)
- E001 17 JR東海編/JR西日本編 - サンライズ・エクスプレス (2)
- E001 18 JR東海編/JR西日本編 - サンライズ・エクスプレス (3)

0系新幹線
- E001 19 JR東海編/JR西日本編 - 0系新幹線 (1)
- E001 20 JR東海編/JR西日本編 - 0系新幹線 (2)
- E001 21 JR東海編/JR西日本編 - 0系新幹線 (3)

500系新幹線
- E001 22 JR西日本編 - 500系新幹線 (1)
- E001 23 JR西日本編 - 500系新幹線 (2)
- E001 24 JR西日本編 - 500系新幹線 (3)

700系新幹線
- E001 25 JR東海編/JR西日本編 - 700系新幹線 (1)
- E001 26 JR東海編/JR西日本編 - 700系新幹線 (2)
- E001 27 JR東海編/JR西日本編 - 700系新幹線 (3)

E259系 成田エクスプレス
- E001 55 JR東日本編 - E259系 成田エクスプレス (1)
- E001 56 JR東日本編 - E259系 成田エクスプレス (2)
- E001 57 JR東日本編 - E259系 成田エクスプレス (3)

E351系 スーパーあずさ
- E001 58 JR東日本編 - E351系 スーパーあずさ (1)
- E001 59 JR東日本編 - E351系 スーパーあずさ (2)
- E001 60 JR東日本編 - E351系 スーパーあずさ (3)

キハ283系 スーパーおおぞら
- E001 61 JR北海道編 - キハ283系 スーパーおおぞら (1)
- E001 62 JR北海道編 - キハ283系 スーパーおおぞら (2)
- E001 63 JR北海道編 - キハ283系 スーパーおおぞら (3)

251系 スーパービュー踊り子
- E001 64 JR東日本編 - 251系 スーパービュー踊り子 (1)
- E001 65 JR東日本編 - 251系 スーパービュー踊り子 (2)
- E001 66 JR東日本編 - 251系 スーパービュー踊り子 (3)

ソニック 883系
- E001 67 JR九州編 - ソニック 883系 (1)
- E001 68 JR九州編 - ソニック 883系 (2)
- E001 69 JR九州編 - ソニック 883系 (3)

787系 リレーつばめ
- E001 70 JR九州編 - 787系 リレーつばめ (1)
- E001 71 JR九州編 - 787系 リレーつばめ (2)
- E001 72 JR九州編 - 787系 リレーつばめ (3)

キハ71系 ゆふいんの森
- E001 73 JR九州編 - キハ71系 ゆふいんの森 (1)
- E001 74 JR九州編 - キハ71系 ゆふいんの森 (2)
- E001 75 JR九州編 - キハ71系 ゆふいんの森 (3)

201系 中央特快 走行区間「東京⇔高尾」
- E001 79 JR東日本編 - 201系 中央特快 走行区間「東京⇔高尾」(1)
- E001 80 JR東日本編 - 201系 中央特快 走行区間「東京⇔高尾」(2)
- E001 81 JR東日本編 - 201系 中央特快 走行区間「東京⇔高尾」(3)
- 本来は201系だが、商品名はe201系となっている。

100系 東武スペーシア
- E001 82 東武鉄道編 - 100系 東武スペーシア (1)
- E001 83 東武鉄道編 - 100系 東武スペーシア (2)
- E001 84 東武鉄道編 - 100系 東武スペーシア (3)

N700系新幹線
- E001 85 JR東海編/JR西日本編 - N700系新幹線 (1)
- E001 86 JR東海編/JR西日本編 - N700系新幹線 (2)
- E001 87 JR東海編/JR西日本編 - N700系新幹線 (3)

新幹線923形 ドクターイエロー
- E001 88 JR東海編/JR西日本編 - 新幹線923形 ドクターイエロー (1)
- E001 89 JR東海編/JR西日本編 - 新幹線923形 ドクターイエロー (2)
- E001 90 JR東海編/JR西日本編 - 新幹線923形 ドクターイエロー (3)

北斗星
- E001 91 JR東日本編 - 北斗星（牽引車）(1) - EF81 78
- E001 92 JR東日本編 - 北斗星 24系25形客車 (2)
- E001 93 JR東日本編 - 北斗星 24系25形客車 (3)

新幹線800系 つばめ
- E001 94 JR九州編 - 新幹線800系 つばめ (1)
- E001 95 JR九州編 - 新幹線800系 つばめ (2)
- E001 96 JR九州編 - 新幹線800系 つばめ (3)

E5系新幹線 はやぶさ・はやて・やまびこ
- E001 97 JR東日本編 - E5系新幹線 はやぶさ・はやて・やまびこ (1)
- E001 98 JR東日本編 - E5系新幹線 はやぶさ・はやて・やまびこ (2)
- E001 99 JR東日本編 - E5系新幹線 はやぶさ・はやて・やまびこ (3)

新幹線E6系 スーパーこまち（新幹線E6系 量産先行車）
- E001 100 JR東日本編 - 新幹線E6系 スーパーこまち (1) /（新幹線E6系 量産先行車 (1)[7]）
- E001 101 JR東日本編 - 新幹線E6系 スーパーこまち (2) /（新幹線E6系 量産先行車 (2)[7]）
- E001 102 JR東日本編 - 新幹線E6系 スーパーこまち (3) /（新幹線E6系 量産先行車 (3)[7]）

### レール
- E001 28 No.1 直線線路4本入
- E001 29 No.2 曲線線路4本入
- E001 30 No.3 1/2直線線路8本入
- E001 31 No.4 坂線路2セット入
- E001 32 No.5 ストップ線路2本入
- E001 32 No.6 ポイント線路2本入
- E001 32 No.7 ターンアウト線路2本入り
- E001 32 No.8 ミニクロス線路2本入
- E001 103 No.9 複線用曲線線路4本入
- E001 104 No.10 1/4ジョイント線路3種類 計8本入

### 情景部品
- E001 45 No.1 高架橋脚2個入
- E001 46 No.2 架線柱4個入
- E001 47 No.3 信号機
- E001 48 No.4 橋脚2セット入
- E001 49 No.5 鉄橋
- E001 50 No.6 踏切
- E001 51 No.7 駅
- E001 52 No.8 洗車場
- E001 53 No.9 トンネル
- E001 54 No.10 高架橋
- E001 36 No.11 車庫
- E001 107 No.12 複線用踏切
- E001 106 No.13 複線用対面駅
- E001 105 No.14 複線用クロスポイント線路
- E001 109 No.15 転車台
- E001 108 No.16 複線用高架橋脚

### 人形
- E001 37 No.1 運転士6体入
- E001 38 No.2 車掌・乗務員6体入
- E001 39 No.3 乗客（行楽・家族連れ）6体入
- E001 40 No.4 乗客（通勤・通学）6体入

## LEC USA「USA Train Series」

### スターターセット
- US Train 1880s（Santa Fe Steam Locomotive 4-4-0）
- US Train 1950s（Santa Fe Super Chief F7 EMD A unit）
- US Train 1996s（BNSF Diesel Dash 9-44CW）
- US Train 2000s（MTA New York City Subway）
- US Train 2001s（Amtrak National Railroad Passenger Corporation）
- Christmas Express Steam Locomotive Set（Santa Fe Steam Locomotive 4-4-0）
- Norman Rockwell Christmas Express（Santa Fe Steam Locomotive 4-4-0）
- World Train Japanese Bullet Train（Shinkansen N700A）

### 車両
- Train Cars No.1（Santa Fe Steam Locomotive 4-4-0）
- Train Cars No.2（Santa Fe Super Chief F7 EMD A unit）
- Train Cars No.3（BNSF Diesel Dash 9-44CW freight）
- Train Cars No.4（MTA New York City Subway R-160）
- Train Cars No.5（Amtrak P42 & Passenger Cars）
- Train Cars No.6（Christmas Train Cars）
- Train Cars No.7（Shinkansen N700A）

### 拡張セット
- US Train ES Classic
- US Train ES Contemporary

### レール
- US Train Track No. 1（直線線路4本入(茶)/日本未発売）
- US Train Track No. 2（直線線路4本入）
- US Train Track No. 3（1/2直線線路8本入(茶)/日本未発売）
- US Train Track No. 4（1/2直線線路8本入）
- US Train Track No. 5（曲線線路4本入(茶)/日本未発売）
- US Train Track No. 6（曲線線路4本入）
- US Train Track No. 7（複線曲線線路4本入(茶)/日本未発売）
- US Train Track No. 8（複線曲線線路4本入）
- US Train Track No. 9（ストップ線路2本入(茶)/日本未発売）
- US Train Track No. 10（ストップ線路2本入）
- US Train Track No. 11（ポイント線路2本入(茶)/日本未発売）
- US Train Track No. 12（ポイント線路2本入）
- US Train Track No. 13（ターンアウト線路2本入り(茶)/日本未発売）
- US Train Track No. 14（ターンアウト線路2本入り）
- US Train Track No. 15（複線用クロスポイント線路(茶)/日本未発売）
- US Train Track No. 16（複線用クロスポイント線路）
- US Train Track No. 17（高架曲線線路2セット入(茶)/日本未発売）
- US Train Track No. 18（高架付曲線線路2セット入/日本未発売）
- US Train Track No. 19（高架付直線線路2セット入(茶)/日本未発売）
- US Train Track No. 20（高架付直線線路2セット入/日本未発売）
- US Train Track No. 21（高架用坂線路2セット入(茶)/日本未発売）
- US Train Track No. 22（高架用坂線路2セット入/日本未発売）

### 情景部品
- US Train Diorama No. 1（トンネル）
- US Train Diorama No. 2（トンネル(茶)/日本未発売）
- US Train Diorama No. 3（鉄橋(緑)/日本未発売）
- US Train Diorama No. 4（吊り橋/日本未発売）
- US Train Diorama No. 5（橋脚2セット入/日本未発売）
- US Train Diorama No. 6（複線踏切(米国仕様)/日本未発売）
- US Train Diorama No. 7（駅舎/日本未発売）
- US Train Diorama No. 8（高架駅/日本未発売）
- US Train Diorama No. 9（複線踏切）
- US Train Diorama No. 10（地下鉄駅/日本未発売）

## 旧製品「スーパーエクスプレスシリーズ」

### 車両
タイプ1
- E001 1 タイプ1先頭車 (1)
- E001 2 タイプ1駆動車 (2)
- E001 3 タイプ1中間車 (3)
- E001 4 タイプ1後尾車 (4)

タイプ2
- E001 5 タイプ2先頭車 (1)
- E001 6 タイプ2駆動車 (2)
- E001 7 タイプ2中間車 (3)
- E001 8 タイプ2後尾車 (4)

タイプ3
- E001 9 タイプ3先頭車 (1)
- E001 10 タイプ3駆動車 (2)
- E001 11 タイプ3中間車 (3)
- E001 12 タイプ3後尾車 (4)

タイプ4
- E001 13 タイプ4先頭車 (1)
- E001 14 タイプ4駆動車 (2)
- E001 15 タイプ4中間車 (3)
- E001 16 タイプ4後尾車 (4)

タイプ5
- E001 17 タイプ5先頭車 (1)
- E001 18 タイプ5駆動車 (2)
- E001 19 タイプ5中間車 (3)
- E001 20 タイプ5後尾車 (4)

### レール
- E001 直線線路4本入
- E001 曲線線路4本入
- E001 1/2直線線路8本入
- E001 坂線路2セット入
- E001 ストップ線路2本入
- E001 ポイント線路2本入
- E001 ターンアウト線路2本入り
- E001 クロス線路

### 情景部品
- E001 35 コンビニエンスストア〈ジオラマパーツ〉
- E001 38 車庫（現在とは異なる）
- E001 架線柱4個入セット入
- E001 鉄橋
- E001 踏切
- E001 駅（現在とは異なる）
- E001 洗車場（現在とは異なる）
- E001 トンネル（現在とは異なる）
- E001 木

## トイザらス「つないでかんたん!」
- ファストレーン つないでかんたん! 新幹線N700A
- ファストレーン つないでかんたん! 新幹線E5系 はやぶさ
- ファストレーン つないでかんたん! 新幹線E6系 こまち
- ファストレーン つないでかんたん! ドクターイエロー
- ファストレーン つないでかんたん! E231系500番台 山手線
- ファストレーン つないでかんたん! C11蒸気機関車